# Gare de Saint-André-de-Cubzac
Gare de Saint-André-de-Cubzac – stacja kolejowa w miejscowości Saint-André-de-Cubzac, w departamencie Żyronda, w regionie Nowa Akwitania, we Francji. Jest zarządzana przez SNCF i obsługiwana przez pociągi TER Nouvelle-Aquitaine. 

## Położenie
Znajduje się na linii Chartres – Bordeaux, na km 590,674 między stacjami Aubie - Saint-Antoine i Cubzac-les-Ponts, na wysokości 30 m n.p.m.

## Linie kolejowe
- Linia Chartres – Bordeaux